# Арулаппа, Саминини
Саминини Арулаппа (28 августа 1924 года, Килачерри, Индия — 13 февраля 2005 года, Хайдарабад, Индия) — католический прелат, архиепископ Хайдарабада с 6 декабря 1971 года по 29 января 2000 год.

## Биография
Родился 28 августа 1924 года в городе Килачерри, Индия. После получения богословского образования рукоположен 6 мая 1950 года был в священника.
6 декабря 1971 года Римский папа Павел VI назначил Саминини Арулаппу архиепископом Хайдарабада. 13 февраля 1972 года в Риме состоялось рукоположение Саминини Арулаппы в епископа, которое совершил Римский папа Павел VI в сослужении с архиепископом Утрехта кардиналом Бернардусом Алфринком и архиепископом Армы кардиналом Уильямом Конвэем.
29 января 2000 года подал в отставку. Скончался 13 февраля 2005 года в Хайдарабаде.